# 李庆霖
李庆霖（1929年—2004年）福建莆田人。1972年冒险写信给毛泽东，反映儿子李良模当知识青年的问题。受到毛泽东重视并亲自回信。

## 写信
1952年任福建莆田县某中学校长，1957年年被划为右派，受到降职降薪处分，被分配到莆田县城郊公社下林村小学任教。1972年冒险写信给毛泽东“告御状”，反映儿子李良模当知识青年“口粮不够吃，日常生活需用的购物看病没钱支付”的问题。受到毛泽东重视并亲自回信：“寄上300元，聊补无米之炊。全国此类事甚多，容当统筹解决”。1973年6月10日，中共中央以中發(1973)21號文件形式，將毛泽东和李慶霖之間的往返信件印發至全國基層公社一級，李慶霖成了為知青鳴冤叫屈的先驅，中央高层因此调整知识青年政策、补助生活困难、改善供应，对迫害知青的地方干部严厉整肃。不久被誉为“反潮流英雄”；后任莆田县革委会教育组副组长、莆田县“知青办”副主任，第五届全国人大代表、人大常委会委员、国务院知识青年领导小组成员。1973年在《红旗》杂志第11期上发表《谈反潮流》。福建造反派头目认为他与中央首长江青等说得上话，故极力结交攀附以壮声势。1976年毛發動的批鄧、反擊右傾翻案風中，李慶霖到處演說作報告，表態支持造反派。

## 文革后
1976年11月被隔离审查，1977年11月正式被捕入狱。1979年被莆田地区中级人民法院以“反革命罪”判处无期徒刑，剥夺政治权利终身。在崇安县监狱裡管理图书室，播放广播、出版墙报。连续两次减刑，1988年减为10年有期徒刑，剥夺政治权利5年。由于当年这个小人物的一封信，改变了1700万知青的生活状况和命运，他被称作“李青天”；当年的知识青始终对他心存感念。听说他在劳改农场，有一些到武夷山风景区旅游的知青买了水果、糕点，步行10多里去探望。在莆田四中工作的妻子张秀珍受牵连，也被开除公职，戴上“反革命”的帽子。后虽停止了她的“监督改造”，但没有恢复其公职。

## 晚年
1994年8月提前出狱后赋闲在莆田东门凤山街居仁巷一条偏僻小胡同的家中。毛泽东汇给的300元，一直存在莆田市工商银行凤山路储蓄所，从未取出；只取过利息。靠县民政局发放的210元生活补贴（后有调整提高）度日。生活拮据，连老伴住院开刀，是同事、朋友相助才支付了医疗费。晚年患有神经官能症，常常觉得气喘心悸，靠服用安定片入睡。曾多次婉拒记者采访，自言“一生坦诚，功过任由评说”。2004年2月辞世。